# سیارک ۲۶۰۰۴
سیارک ۲۶۰۰۴ (به انگلیسی: 26004 Loriying، نامگذاری:2001FL108)۲۶۰۰۴مین سیارک کشف شده‌است که در ۱۸ مارس ۲۰۰۱ کشف شد.